# シャクール・スティーブンソン
シャクール・スティーブンソン（Shakur Stevenson、1997年6月28日 - ）は、アメリカ合衆国のプロボクサー。 ニュージャージー州ニューアーク出身。現WBC世界ライト級王者。元WBO世界フェザー級王者。元WBC・WBO世界スーパーフェザー級統一王者。世界3階級制覇王者。リオデジャネイロオリンピックバンタム級銀メダリスト。
名前のシャクールは、ラッパーの2パックの姓に由来する。

## 来歴
ニュージャージー州ニューアークで9人兄弟の長男として生まれた。アフリカ系、プエルトリコ系にルーツを持つ。

### アマチュア時代
2013年、キーウで行われたAIBA世界ジュニア選手権にフライ級(52kg)で出場し金メダルを獲得。
2014年1月、全米ユース選手権にフライ級(52kg)で出場し、準決勝でブランドン・フィゲロアに勝利し優勝した。
2014年4月、ソフィアで行われたAIBA世界ユース選手権にフライ級(52kg)で出場し金メダルを獲得。同年8月、中国の南京で行われたユースオリンピックにフライ級で出場し金メダルを獲得。
2015年、ナショナル・ゴールデン・グローブにバンタム級(56kg)で出場し3回戦でルーベン・ヴィラに敗退。
2016年、リオデジャネイロオリンピックにバンタム級(56kg)で出場。準決勝まで勝ち進むと、準決勝で対戦するはずだったロシアのウラジミール・ニキーチンが棄権した為に不戦勝で決勝に進出した。決勝では米国代表としてアンドレ・ウォード以来となる12年ぶりの五輪での金メダル獲得の期待が高まったが、ロンドンオリンピック金メダリストであるキューバのロベイシ・ラミレスに僅差の判定で敗れ、銀メダルに終わった。準々決勝後には観戦に訪れた元世界5階級制覇王者のフロイド・メイウェザー・ジュニアから、「ネクスト・フロイド・メイウェザーを見つけた。自分の記録を破るならこの子だろう」とその才能を高く評価された。

### プロ時代

#### フェザー級
2017年2月、19歳の時にメイウェザーを含む複数のプロモーターとの争奪戦からボブ・アラムのトップランクと契約を結んだ。
2017年4月22日、カリフォルニア州カーソンのスタブハブ・センター・テニスコートでエドガー・ブリトーとデビュー戦を行い、6回負傷判定勝ちを収めた。
2019年1月18日、ニューヨーク州ヴェローナのターニング・ストーン・リゾート・アンド・カジノ内ターニング・ストーン・イベント・センターでジェシー・クリス・ロサレスとWBCアメリカ大陸及びIBFインターコンチネンタルフェザー級王座決定戦を行い、4回1分29秒TKO勝ちを収め両王座を獲得した。
2019年4月20日、ニューヨークのマディソン・スクエア・ガーデンでクリストファー・ディアスとIBFインターコンチネンタルフェザー級タイトルマッチ及びNABO北米同級王座決定戦を行い、10回3-0（100-90、99-91、98-92）の判定勝ちを収めIBFインターコンチネンタル王座初防衛とNABO北米王座獲得に成功した。
2019年7月13日、ニュージャージー州ニューアークのプルデンシャル・センターでアルベルト・ゲバラとNABO北米フェザー級タイトルマッチを行い、3回2分37秒KO勝ちを収め初防衛に成功した。当初はハイロン・ソカラスと対戦する予定だったが、試合に合意していたはずのソカラスが記者会見に現れず試合が中止となる事態になり、代役として一時はフランクリン・マンザニラが選ばれた。
2019年10月26日、ネバダ州リノのリノ‐スパークス・コンベンションセンターでオスカル・バルデスの王座返上に伴いWBO世界フェザー級2位のジョエト・ゴンサレスとWBO世界同級王座決定戦を行い、12回3-0（119-109×3）の判定勝ちを収め王座を獲得した。
2020年6月9日、ネバダ州ラスベガスのMGMグランド内バブルで新型コロナ禍後初のボクシング興行で、フェリックス・カラバロとスーパーフェザー級契約10回戦を行い、6回KO勝ちを収めた。この試合でスティーブンソンは40万ドル（約4300万円）、カラバロは5万ドル（約530万円）のファイトマネーを稼いだ。
2020年7月10日、スーパーフェザー級転向に伴いWBO世界フェザー級王座を返上した。

#### スーパーフェザー級
2021年6月12日、ネバダ州ラスベガスのヴァージン・ホテルズ・ラスベガスでWBO世界スーパーフェザー級2位のジェレミア・ナカティラとWBO暫定世界同級王座決定戦を行い、12回3-0（120-107×3）の判定勝ちを収め暫定ながら2階級制覇を達成した。
2021年10月23日、ジョージア州アトランタのステートファーム・アリーナでWBO世界スーパーフェザー級王者のジャメル・ヘリングと団体内王座統一戦を行い、10回1分30秒TKO勝ちを収めヘリングの正規王座を吸収し団体内王座統一に成功した（記録上は暫定王座の初防衛）。
2022年4月30日、ネバダ州ラスベガスのMGMグランド・ガーデン・アリーナでWBC世界スーパーフェザー級王者のオスカル・バルデスと王座統一戦を行い、12回3-0（118-109×2、117-110）の判定勝ちを収め、WBO王座2度目の防衛とWBC王座獲得に成功した。
2022年9月23日、プルデンシャル・センターでロブソン・コンセイソンと対戦し、12回3-0（117-109×2、118-108）の判定勝ちを収めた。尚スティーブンソンは前日に行われた計量で1.6ポンドの体重超過を犯し再計量のため2時間の猶予が与えれるが、スティーブンソンが再計量を拒否して王座を剥奪されたため、コンセイソンが勝てば新王者となり、スティーブンソンが勝てば両王座が空位となる条件で試合が行われた。

#### ライト級
2023年1月、WBCはスティーブンソンのWBC世界ライト級挑戦者決定戦の対戦相手として、WBC世界ライト級2位のイサック・クルス、WBC世界ライト級4位のウィリアム・セペダ、WBC世界ライト級5位のジョージ・カンボソス・ジュニアらに指令を下したもののいずれも対戦を拒否したため、WBC世界ライト級6位の吉野修一郎に指名が回ってきたことが報じられた。
2023年4月8日、プルデンシャル・センターにてWBC世界ライト級4位の吉野修一郎とWBCライト級挑戦者決定戦を行い、6回35秒TKO勝ちを収めデヴィン・ヘイニーへの挑戦権を獲得した。
2023年9月5日、WBC世界ライト級1位のワシル・ロマチェンコは年内は休養するとして拒否、WBC世界3位のイサック・クルスも拒否したため、WBC世界ライト級4位のフランク・マーティンとのWBC世界ライト級王座決定戦の入札が行われる予定だったが、入札の直前となる数時間前に双方が合意に達し入札が回避された。しかし、その4日後に契約書が送付されると、マーティンは自身とスティーブンソンのファイトマネーの額に差がありアンフェアだとして試合を拒否した。その後、WBC世界ライト級5位のウィリアム・セペダは既に試合が決まっていたため、WBC世界ライト級6位のエドウィン・デ・ロス・サントスと対戦することが決定した。
2023年11月16日、ネバダ州ラスベガスのT-モバイル・アリーナにてWBC世界ライト級6位のエドウィン・デ・ロス・サントスとWBC世界同級王座決定戦を行い、12回3-0（115-113、116-112×2）の判定勝ちを収め王座を獲得し、3階級制覇を達成した。しかし、お互いにリスクを避け距離を取って手数の少ない戦法に終止し、この攻防のほとんどない凡戦に試合序盤からブーイングが鳴り止まず、試合後にはスティーブンソン自身も「悪いパフォーマンスだった」と認め、次に対戦したい相手を質問された際には「このパフォーマンスの後では誰の名前も呼びかけることはできない」と述べた。
2024年1月29日、スティーブンソンは自身のSNSでボクシングから引退すると表明、今後は指導者としてボクシングに携わると投稿。しかし2週間後にSNSで引退を撤回した。

##### トップランク離脱・マッチルームに移籍
2024年7月6日、ニュージャージー州ニューアークのプルデンシャル・センターでWBC世界ライト級7位のアルテム・ハルチュニャンとWBC世界同級タイトルマッチを行い、12回3-0（119-109、118-110、116-112）の判定勝ちを収め初防衛に成功した。この試合を最後にトップランクとの契約が満了となり、トップランクは1試合につき300万ドル、5試合分の計1500万ドル（約24億900万円）もの追加の再契約オファーを示したもののスティーブンソンがハルチュニャン戦でのプロモーションについて十分な努力をしなかったと感じたことを理由にそのオファーを断ったことを明らかにし、プロデビューから約7年間・22試合に渡って所属していたトップランクを離脱しフリーエージェントになった。スティーブンソンはESPNの取材に「彼らは私に試合のプロモーションや、彼らが本来やるべき仕事をやらせようとしているように感じます。」「もうプロモーションチームの一員ではないような気がします。契約が終わる頃には、もっと良い結果になっていたらよかったのにと思います。」「契約が終わるまで、つまりもうすぐ終わるまでは、彼らは私をうまく昇格させてくれたように感じます。でも、その時に状況が変わってしまったんです。」と語った。
2024年8月22日、エディー・ハーンのマッチルーム・スポーツ・USAと複数試合契約を結んだ事を発表した。
2024年10月12日、サウジアラビア・リヤドのキングダム・アリーナで元IBF世界スーパーフェザー級王者でWBC世界ライト級13位のジョー・コルディナとWBC世界同級タイトルマッチを行う予定だったが、スティーブンソンがスパーリング中に右手の外側側副靱帯および矢状索を断裂して手術を受けたため試合が中止になったことが同年9月11日に発表された。
2025年2月22日、リヤドのリヤド・シーズン興行で2024年11月16日にスティーブンソンの負傷に伴うWBC世界ライト級暫定王座決定戦で暫定王座を獲得したウィリアム・セペダとWBC世界同級団体内王座統一戦を行う予定だったが、セペダがその試合中に左腕を負傷したため王座統一戦は延期となり、この事態を受けてWBA世界同級2位およびIBF世界同級12位のフロイド・スコフィールドとの防衛戦を代替試合として行う予定であると発表した。しかし、試合4日前の2025年2月18日にスコフィールドが試合を管轄するBBBofCの専属医師から予防措置として病院に搬送されドクターストップで欠場を余儀なくされたため、WBC世界同級12位のジョシュ・パドリーが代役出場することとなった。
2025年2月22日、サウジアラビア・リヤドのザ・ヴェニューでアルツール・ベテルビエフ対ディミトリー・ビボル第2戦の前座でジョシュ・パドリーとWBC世界同級タイトルマッチを行い、9回終了後にパドリー陣営が棄権したためTKO勝ちを収め2度目の防衛に成功、無敗記録を保っていたパドリーにプロ初黒星を与えた。
2025年7月12日、ニューヨーク市クイーンズ区のルイ・アームストロング・スタジアムにてエドガー・ベルランガ対ハムザ・シェラーズの前座でWBC世界ライト級暫定王者のウィリアム・セペダとWBC世界同級団体内王座統一戦を行い、12回3-0（119-109、118-110×2）の判定勝ちを収め3度目の防衛と団体内王座統一に成功したとともにセペダの暫定王座を吸収、無敗記録を保っていたセペダにプロ初黒星を与えた。

## 人物・エピソード
- ボクシングスキルの高さから「サウスポー版のメイウェザー」「次代のメイウェザー」と言われている[59]。
- 2022年11月1日、テキサス州ヒューストンのボウリング場でラッパーのテイクオフが射殺された際に現場に居合わせたが、スティーブンソンに怪我はなかった[60]。
- 婚約者のミシェル・ラグストンはラッパー兼歌手として『ヤング・リリック』（Young Lyric）名義で活動しており、2021年には娘が誕生している[61]。
- 従兄弟のザクイン・モーゼスもプロボクサーであり、アマチュア時代にはカーメル・モートンに勝利している[62]。
- 右脚に世界4階級制覇王者パーネル・ウィテカーのタトゥーを入れている[63]。
- 2023年11月3日にリーボックとスポンサー契約を交わした[64]。

## 逮捕歴
2018年7月1日、フロリダ州マイアミビーチの立体駐車場にて被害者グループに性的な言葉を投げかけるなどちょっかいを掛けてから、スティーブンソンが倒れて四つん這いになっていたグループの男性にアッパーを連打で浴びせるなど、ボクサー仲間のデビッド・グレイトンと一緒になって暴行を働き、警察が到着する前に逃走したもののホテルで逮捕され、3つの軽暴行容疑と1つの重暴行容疑で起訴された。
2019年6月18日、1年間の保護観察、50時間の社会奉仕、被害者の治療費の支払いを命じられた。

## 戦績
- プロボクシング：24戦 24勝 (11KO) 無敗

| 戦           | 日付           | 勝敗 | 時間     | 内容         | 対戦相手                       | 国籍           | 備考                                                           |
| ------------ | -------------- | ---- | -------- | ------------ | ------------------------------ | -------------- | -------------------------------------------------------------- |
| 1            | 2017年4月22日  | ☆    | 6R       | 負傷判定 3-0 | エドガー・ブリトー             | アメリカ合衆国 | プロデビュー戦                                                 |
| 2            | 2017年5月20日  | ☆    | 1R 2:35  | TKO          | カルロス・ガストン・スアレス   | アルゼンチン   |                                                                |
| 3            | 2017年8月19日  | ☆    | 6R       | 判定 3-0     | ダビド・ミチェル・パス         | アルゼンチン   |                                                                |
| 4            | 2017年12月9日  | ☆    | 2R 1:38  | TKO          | オスカー・メンドーサ           | アメリカ合衆国 |                                                                |
| 5            | 2018年2月16日  | ☆    | 8R       | 判定 3-0     | ファン・タピア                 | アメリカ合衆国 |                                                                |
| 6            | 2018年4月28日  | ☆    | 2R 1:35  | TKO          | パトリック・ライリー           | アメリカ合衆国 |                                                                |
| 7            | 2018年6月9日   | ☆    | 2R 1:45  | TKO          | エリオ・メスキータ             | ブラジル       |                                                                |
| 8            | 2018年8月18日  | ☆    | 8R       | 判定 3-0     | カルロス・ルイス               | メキシコ       |                                                                |
| 9            | 2018年10月13日 | ☆    | 9R 終了  | TKO          | ビオレル・シミオン             | ルーマニア     |                                                                |
| 10           | 2019年1月18日  | ☆    | 4R 1:29  | TKO          | ジェシー・クリス・ロサレス     | フィリピン     | WBCアメリカ大陸・IBFインターコンチネンタルフェザー級王座決定戦 |
| 11           | 2019年4月20日  | ☆    | 10R      | 判定 3-0     | クリストファー・ディアス       | プエルトリコ   | NABO北米フェザー級王座決定戦 IBFインターコンチネンタル防衛1    |
| 12           | 2019年7月13日  | ☆    | 3R 2:37  | KO           | アルベルト・ゲバラ             | メキシコ       | NABO防衛1                                                      |
| 13           | 2019年10月26日 | ☆    | 12R      | 判定 3-0     | ジョエト・ゴンサレス           | アメリカ合衆国 | WBO世界フェザー級王座決定戦                                    |
| 14           | 2020年6月9日   | ☆    | 6R 1:31  | KO           | フェリックス・カラバージョ     | プエルトリコ   |                                                                |
| 15           | 2020年12月12日 | ☆    | 10R      | 判定 3-0     | トカ・カーン・クラリー         | アメリカ合衆国 |                                                                |
| 16           | 2021年6月12日  | ☆    | 12R      | 判定 3-0     | ジェレマイア・ナカティラ       | ナミビア       | WBO世界スーパーフェザー級暫定王座決定戦                        |
| 17           | 2021年10月23日 | ☆    | 10R 1:30 | TKO          | ジャメル・ヘリング             | アメリカ合衆国 | WBO世界スーパーフェザー級王座統一戦 WBO防衛1                   |
| 18           | 2022年4月30日  | ☆    | 12R      | 判定 3-0     | オスカル・バルデス             | メキシコ       | WBC・WBO世界スーパーフェザー級王座統一戦 WBC獲得・WBO防衛2     |
| 19           | 2022年9月23日  | ☆    | 12R      | 判定 3-0     | ロブソン・コンセイソン         | ブラジル       | 体重超過により王座剥奪                                         |
| 20           | 2023年4月8日   | ☆    | 6R 1:35  | TKO          | 吉野修一郎（三迫）             | 日本           | WBC世界ライト級挑戦者決定戦                                    |
| 21           | 2023年11月16日 | ☆    | 12R      | 判定 3-0     | エドウィン・デ・ロス・サントス | ドミニカ共和国 | WBC世界ライト級王座決定戦                                      |
| 22           | 2024年7月6日   | ☆    | 12R      | 判定 3-0     | アルテム・ハルチュニャン       | ドイツ         | WBC防衛1                                                       |
| 23           | 2025年2月22日  | ☆    | 9R 終了  | TKO          | ジョシュ・パドリー             | イギリス       | WBC防衛2                                                       |
| 24           | 2025年7月12日  | ☆    | 12R      | 判定 3-0     | ウィリアム・セペダ             | メキシコ       | WBC世界ライト級王座統一戦 WBC防衛3                             |
| テンプレート |                |      |          |              |                                |                |                                                                |

## 獲得タイトル
アマチュア
- 2013年AIBA世界ジュニア選手権フライ級 金メダル
- 2014年全米ユース選手権フライ級 優勝
- 2014年AIBA世界ユース選手権フライ級 金メダル
- 2014年ユースオリンピックフライ級 金メダル
- リオデジャネイロオリンピックバンタム級 銀メダル

プロ
- WBC米大陸フェザー級王座
- IBFインターコンチネンタルフェザー級王座
- NABO北米フェザー級王座
- WBO世界フェザー級王座（防衛0=返上）
- WBO世界スーパーフェザー級暫定王座（防衛1）
- WBO世界スーパーフェザー級王座（防衛1=剥奪）
- WBC世界スーパーフェザー級王座（防衛0=剥奪）
- WBC世界ライト級王座（防衛3）